# Austroraptor cabazai
Austroraptor cabazai ("lladre del sud de Cabaza") és una espècie de dinosaure dromeosàurid que va viure fa uns 70 milions d'anys, al període Cretaci, en el que actualment és l'Argentina. Aquest dinosaure va ser descrit l'any 2008 per Fernando Novas del Museo Argentino de Ciencias Naturales. L'espècimen fòssil es va descobrir als dipòsits del Cretaci superior localitzats a la província de Río Negro de l'Argentina. L'espècie fou anomenada en honor d'Alberto Cabaza, qui fundà el Museo Municipal de Lamarque, en el que l'espècimen fou parcialment estudiat.